# Parque eólico de Douiche
El parque eólico de Douiche es un parque eólico situado en los municipios de Sorel, Fins y Heudicourt, en la Somme, Francia . Inaugurado el 12 de septiembre de 2019, contiene 20 aerogeneradores de 150 m de altura, con una capacidad de 60 megavatios, equivalente a la energía necesaria para abastecer 92.000 hogares. En 2023 fueron autorizados a ampliar el parque con 7 nuevos molinos.

## Historia
El 1 de marzo de 2023, la prefectura de la Somme autorizó a RWE la construcción y explotación de 4 molinos en Équancourt, 2 molinos en Fins y 2 molinos eólicos en Heudicourt. Otros dos molinos propuestos y denominados E4 en Neuville-Bourjonval y E7 en Fins fueron rechazados.